# The Bob Clampett Show

The Bob Clampett Show est une série d'animation américaine, coproduite par Warner Bros. Cartoons. La série est initialement diffusée du 21 mai 2000 au 21 mars 2001 par Cartoon Network.

## Episodes

### Saison 1
| Episode # | Shorts featured                                                      | Original air date |
| --------- | -------------------------------------------------------------------- | ----------------- |
| 1         | - Draftee Daffy - Falling Hare - The Timid Toreador                  | 21 mai 2000       |
| 2         | - A Corny Concerto - The Hep Cat - Porky's Hero Agency               | 28 mai 2000       |
| 3         | - Baby Bottleneck - Buckaroo Bugs - A Tale of Two Kitties            | 18 juin 2000      |
| 4         | - The Big Snooze - The Cagey Canary - Porky's Last Stand             | 9 juillet 2000    |
| 5         | - The Great Piggy Bank Robbery - Porky in Wackyland - Porky in Egypt | 16 juillet 2000   |
| 6         | - What's Cookin' Doc? - Porky's Picnic - The Wise Quacking Duck      | 25 juin 2000      |
| 7         | - Kitty Kornered - Rover's Rival - Wabbit Twouble                    | 23 juillet 2000   |
| 8         | - Bugs Bunny Gets the Boid - A Gruesome Twosome - Book Revue         | 30 juillet 2000   |
| 9         | - Tick Tock Tuckered - Wacky Blackout - The Daffy Doc                | 6 août 2000       |
| 10        | - Hare Ribbin' - The Lone Stranger and Porky - Porky's Movie Mystery | 13 août 2000      |
| 11        | - Birdy and the Beast - Porky & Daffy - Porky's Tire Trouble         | 20 août 2000      |
| 12        | - The Old Grey Hare - Wise Quacks - Porky's Naughty Nephew           | 9 septembre 2000  |
| 13        | - The Wacky Wabbit - What Price Porky - The Bashful Buzzard          | 10 septembre 2000 |

### Saison 2
| Episode # | Shorts featured                                                            | Original air date |
| --------- | -------------------------------------------------------------------------- | ----------------- |
| 14        | - Tortoise Wins by a Hare - Porky's Poor Fish - The Film Fan               | 26 novembre 2000  |
| 15        | - Wildman of Wildsville* - Porky's Badtime Story - Scalp Trouble           | 3 décembre 2000   |
| 16        | - Horton Hatches the Egg - Naughty Neighbors - Patient Porky               | 17 décembre 2000  |
| 17        | - Beany Meets the Monstrous Monster* - Slap Happy Pappy - Pied Piper Porky | 31 décembre 2000  |
| 18        | - Russian Rhapsody - The Henpecked Duck - Porky's Poppa                    | 7 janvier 2001    |
| 19        | - Wagon Heels - Farm Frolics - Porky's Pooch                               | 14 janvier 2001   |
| 20        | - The Spots Off a Leopard* - Porky's Five and Ten - Jeepers Creepers       | 21 janvier 2001   |
| 21        | - An Itch in Time - Porky's Hotel - Eatin' on the Cuff                     | 28 janvier 2001   |
| 22        | - Prehistoric Porky - Meet John Doughboy - Chicken Jitters                 | 4 février 2001    |
| 23        | - Super Cecil* - We, the Animals Squeak! - Nutty News                      | 11 février 2001   |
| 24        | - Bacall to Arms - Porky's Party - Get Rich Quick Porky                    | 18 février 2001   |
| 25        | - Goofy Groceries - Polar Pals - The Chewin' Bruin                         | 4 mars 2001       |
| 26        | - Beanyland* - Porky's Snooze Reel - The Sour Puss                         | 11 mars 2001      |